# F 9 (sommergibile)
L’F 9 è stato un sommergibile della Regia Marina.

## Storia
Il 10 gennaio 1917 fu assegnato al Comando Marittimo di La Spezia. 
Primo comandante del sommergibile fu il tenente di vascello Paolo Borgatti, che ne aveva seguito le ultime fasi della costruzione e le prove.
Inizialmente l’F 9 fu impiegato in funzione antisommergibile nel Tirreno settentrionale, svolgendo alcune missioni di questo tipo.
Nel marzo 1917 fu assegnato alla I Squadriglia Sommergibili, basata a Venezia.
L'11 marzo, durante la navigazione di trasferimento (compiuta insieme al gemello F 10) fu avvistato dal cacciatorpediniere Euro e dalla torpediniera Airone al largo di Messina, scambiato per un U-Boot e preso a cannonate, ma riuscì ad allontanarsi indenne con una manovra d'immersione rapida.
Prese poi base a Porto Corsini, operando in funzione offensiva sulle coste della Dalmazia, senza comunque conseguire risultati.
L'11 settembre 1917, in previsione del trasferimento da Trieste a Pola delle vecchie corazzate austroungariche Wien e Budapest, fu dislocato in agguato al largo di Rovigno, ma non avvistò le navi nemiche.
Nel 1918 comandava il sommergibile il tenente di vascello Nortarbartolo.
Adibito ad esercitazioni ed addestramento nel dopoguerra, proseguì quest'attività sino al 1928, anno della sua radiazione.
Fu poi demolito.